# Focaccia barese
 (juin 2023).
Si vous disposez d'ouvrages ou d'articles de référence ou si vous connaissez des sites web de qualité traitant du thème abordé ici, merci de compléter l'article en donnant les références utiles à sa vérifiabilité et en les liant à la section « Notes et références ».
La focaccia barese (ou focaccia de Bari) est un pain cuit à pâte levée, typique de la région des Pouilles. Elle est particulièrement répandue dans les provinces de Bari, Barletta-Andria-Trani, Tarente, une partie de la province de Brindisi, Gargano et dans la province de Foggia. Elle est généralement vendue dans les boulangeries. L'association pour la focaccia barese, créée en 2010, a entamé le processus d'enregistrement de la focaccia de Bari dans le registre européen des STG.

## Origine et préparation
Originaire d'Altamura, elle est considérée comme une variante du pain de blé dur traditionnel. Son invention est probablement issue de la nécessité d'exploiter les très hautes températures générées par les fours à bois, avant qu'elles ne se stabilisent pour la cuisson du pain. Avant de mettre les pains au four, un morceau de pâte à pain crue était étalé sur une poêle, assaisonné et enfin cuit. Produit typique de la cuisine populaire, la recette présente de nombreuses variantes locales.
Dans sa version la plus traditionnelle, la pâte de la focaccia est obtenue en mélangeant de la semoule fine, des pommes de terre bouillies, du sel, de la levure et de l'eau de manière à obtenir une pâte assez élastique, molle mais non collante. La pâte doit lever une première fois, être étalée dans une poêle ronde généreusement huilée, lever à nouveau avant d'être assaisonnée et cuite, de préférence au four à bois.
De l'huile est également versée sur la surface de la focaccia, avec la garniture. Cette dernière doit impérativement être disposée sur la pâte avant cuisson. Il existe au moins trois variantes traditionnelles de garniture :
- la plus courante, qui comprend des tomates fraîches et/ou des olives Baresi [1] ;
- la focaccia de pomme de terre, qui consiste à recouvrir toute la surface supérieure de tranches de pomme de terre d'environ 5 mm d'épaisseur ;
- la focaccia blanche, assaisonnée de gros sel et de romarin.

Il existe d'autres variantes qui peuvent inclure l'ajout de poivrons, d'aubergines, d'oignons ou d'autres légumes. En fin de cuisson, on obtient un pain plat, plus moelleux qu'une pizza, d'une hauteur de 1 à 3 cm. Il faut la déguster chaude afin de savourer pleinement son parfum.